# Slurfbuidelmuis
De slurfbuidelmuis of honingbuidelrat (Tarsipes rostratus, ook wel T. spencerae of T. spenserae) is een buideldier uit de orde der klimbuideldieren (Diprotodontia). Het is de enige soort uit de familie Tarsipedidae. Het is een van de weinige zoogdieren die volledig van nectar leven.

## Beschrijving
De slurfbuidelmuis is een klein zoogdier. Mannetjes worden slechts 6,5 tot 8,5 centimeter lang, met een 7 tot 10 centimeter lange staart en een gewicht van 7 tot 11 gram. Vrouwtjes worden groter, 7 tot 9 centimeter lang, met een staartlengte van 7,5 tot 10,5 centimeter en een gewicht van 8 tot 16 gram.
De vachtkleur is grijzig bruin met een oranje glans op de flanken en de schouders. Over de rug lopen drie strepen: één duidelijk herkenbare donkerbruine streep van het achterhoofd tot de staartwortel en twee lichtbruine strepen op de zijde.
De slurfbuidelmuis is aangepast aan zijn voedsel. Hij heeft weinig en enkel kleine tanden. De snuit is lang en puntig en hij heeft een lange tong, die hij tot wel 2,5 centimeter uit kan steken. Het oppervlak van de lange tong is borstelig. Op het gehemelte staat een kam, die de stuifmeelkorrels van de tong halen. De stuifmeelkorrels zorgen voor de benodigde voedingsstoffen, uit de nectar haalt hij het vocht en de energie.
De eerste teen van de achterpoot is opponeerbaar. De grijpstaart biedt houvast en balans. Hierdoor zijn zijn voorpoten vrij om de bloemen naar zich toe te trekken.

## Verspreiding, voedsel en leefgebied
De slurfbuidelmuis is het meest algemeen op de heidegronden die liggen op de zandige kustvlakten langs het zuidwesten van Australië. Hier groeien meer dan tweeduizend verschillende soorten planten, waardoor er het gehele jaar door nectar te vinden is.
Hij leeft vooral van de nectar van leden van de plantenfamilie Proteaceae (bijvoorbeeld Banksia, Dryandra), en Myrtaceae (Callistemon, Eucalyptus).

## Sociaal gedrag en voortplanting
De slurfbuidelmuis leeft solitair in een vast woongebied. Het woongebied van mannetjes is groter dan dat van vrouwtjes. In koud weer gaan de dieren in torpor. Ook kruipen jonge dieren tegen elkaar aan om energie te sparen.
De testikels van de mannelijke slurfbuidelmuis bedragen 4,2 procent van het totale lichaamsgewicht. Er is geen zoogdier met een hoger percentage bekend. Ook het sperma is met een lengte van 0,36 millimeter het langst bekende sperma voor een zoogdier. Waarschijnlijk duidt dit op een felle competitie tussen mannetjes om te mogen paren. Ook duurt de paring vrij kort, en mag het mannetje alleen paren als het vrouwtje daar toestemming voor geeft. Meestal is meer dan één mannetje de vader van de meerlingen.
De slurfbuidelmuis kent geen vaste paartijd en een verlengde draagtijd. Waarschijnlijk duurt de eigenlijke draagtijd 28 dagen. De slurfbuidelmuis krijgt twee tot drie (soms vier) zeer kleine jongen. Ze wegen slechts 0,0005 gram, het kleinst bekende gewicht van een geboren zoogdier. De jongen worden in de buidel meegedragen.
Na 60 dagen verlaten de jongen de buidel. Ze wegen dan 2,5 gram, hebben een vacht en de ogen zijn open. Ze volgen hun moeder en rijden soms mee op de rug. Twee weken nadat ze de buidel hebben verlaten, zijn de jongen zelfstandig.
De dieren zijn na zes maanden geslachtsrijp, alhoewel sommige vrouwtjes al voor die tijd paren. De voortplanting is afhankelijk van het voedselaanbod: waar veel bloemen zijn, komen meer geboortes voor.
Door de verlengde draagtijd komt vaak de tweede worp direct nadat de eerste jongen de buidel hebben verlaten of zijn gespeend. Een slurfbuidelmuisvrouwtje kan tot vier worpen per jaar krijgen. Ze kunnen twee jaar oud worden, maar de meeste dieren worden niet ouder dan een jaar.
Koala's · Wombats · Dwergbuidelmuizen · Koeskoezen · Slurfbuidelmuis · Kleine koeskoezen · Buideleekhoorns · Vliegende buidelmuizen · Muskuskangoeroeratten · Kangoeroeratten · Kangoeroes